# Dekanat Stalowa Wola - Północ

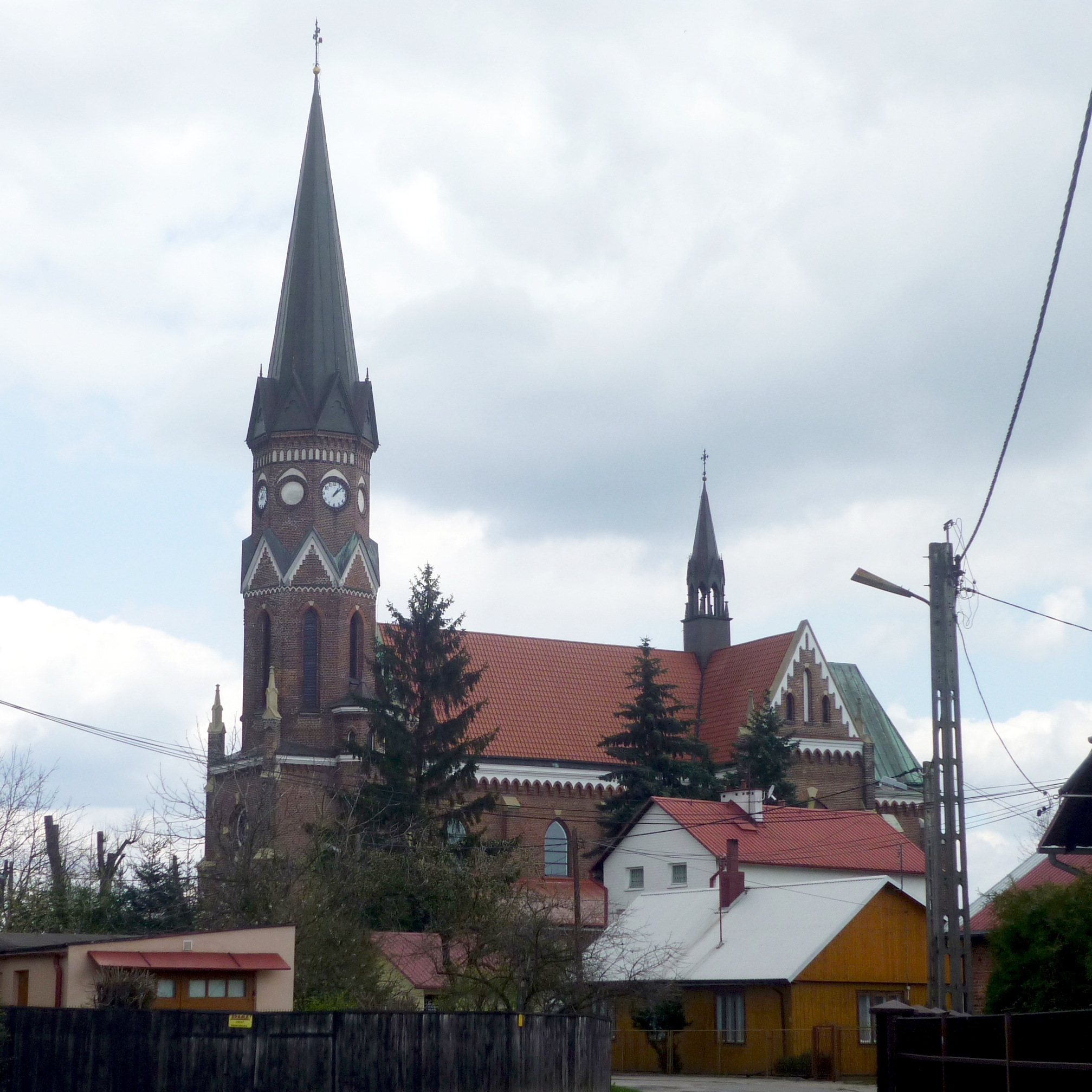
Kościół Matki Boskiej Szkaplerznej w Rozwadowie

Dekanat Stalowa Wola – Północ – jeden z 25 dekanatów w rzymskokatolickiej diecezji sandomierskiej. Istniał do 2010, w jego miejsce powstał dekanat Pysznica.

## Parafie
W skład dekanatu wchodziło 7 parafii:
- parafia Przemienienia Pańskiego – Jastkowice – obecnie dekanat Pysznica
- parafia św. Jadwigi Królowej – Pilchów – obecnie dekanat Pysznica
- parafia św. Wojciecha – Rzeczyca Długa – obecnie dekanat Pysznica
- parafia MB Szkaplerznej – Stalowa Wola-Rozwadów – obecnie dekanat Stalowa Wola
- parafia Zwiastowania Pańskiego – Stalowa Wola-Rozwadów – obecnie dekanat Stalowa Wola
- parafia św. Leonarda – Turbia – obecnie dekanat Pysznica
- parafia Nawiedzenia NMP i św. Józefa – Wola Rzeczycka – obecnie dekanat Pysznica

## Sąsiednie dekanaty
Gorzyce, Janów Lubelski, Modliborzyce, Stalowa Wola – Południe, Tarnobrzeg, Ulanów, Zaklików.